# Dubravko Jelačić Bužimski
Dubravko Jelačić Bužimski (Zagreb, 25. ožujka 1948.) je hrvatski književnik, pripovjedač, dramatičar i scenarist. U književnosti je zapažen po fantastičnim pričama Okus mesa (1972.) i Surove kazališne priče (1975.) te romanima za mlade Sportski život letećeg Martina (1984.), Balkanska mafija (1986.) te Martin protiv CIA-a i KGB-a (1988.). Za zbirku pripovjedaka Nezaboravne priče iz kavane Corso (2015.) dobio je Nagradu Ksaver Šandor Gjalski. Njegove su knjige uvrštene na popis za lektiru.

## Životopis
Osnovnu školu polazio je u Zagrebu i Senju te ponovno u Zagrebu. U Zagrebu je završio i gimnaziju te diplomirao na Pravnom fakultetu. Radio je kao propagandist u Vjesnikovoj marketinškoj agenciji, bio je pomoćnikom ministra kulture Republike Hrvatske (1995. – 1996.), a od 1996. radio na HTV-u kao glavni dramaturg i urednik u dramskoj redakciji. Glavni urednik dramskog programa HTV-a bio je od 2000. do 2004. Živi u Zagrebu. Potomak je hrvatske plemićke obitelji Jelačić. 
Drame su mu igrale u brojnim kazalištima u zemlji i inozemstvu, a neke su tiskane u knjizi Sjene. Djela su mu prevedena na njemački, poljski, engleski, bugarski, slovenski i rumunjski. Jedan je od utemeljitelja Glumačke družine Histrioni, u kojoj je radio kao dramaturg. Njegovi romani za mladež čine trilogiju o Martinu, koja je već desetljećima dio školske lektire. Autor je niza televizijskih drama prema djelima hrvatskih pisaca (Frana Galovića, Slavka Kolara, Srđana Tucića, Dinka Šimunovića, Ulderika Donadinija, Augusta Harambašića, Đure Sudete, Ante Kovačića, Ivane Brlić Mažuranić, Janka Leskovara). Autor je scenarija za film Čovjek koji je volio sprovode (1989.) redatelja Zorana Tadića. Za zbirku pripovjedaka Nezaboravne priče iz kavane Corso (2015.) osvaja godišnju književnu nagradu za prozno ostvarenje Ksaver Šandor Gjalski.

## Djela (nepotpun popis)

#### Zbirke pripovjedaka
- Okus mesa (1972.)[4]
- Surove kazališne priče (1975.)
- Plava krvna zrnca (2006.)[5][6]
- Nezaboravne priče iz kavane Corso (2015.)[7][8]

#### Romani za mlade
- Sportski život letećeg Martina (1984.)[9]
- Balkanska mafija (1986.)[10]
- Martin protiv CIA-e i KGB-a (1988.)[11]

#### Drame
- Izložba ptica (1973.)
- Preludij za dobre ljude s trga (1974.)
- Surove kazališne priče ili priče iz naše šume (1978.)
- Gospodar sjena (1978.)
- Donadinijeva smrt (1982.)
- Poštar zvoni samo jedanput (1983.)
- Ponoćna igra (1985.)
- Osvajanje kazališta (1985.), dramski tekst za djecu
- Mafija (1995.)
- Nebeski svanimir i podzemni suronja (2008.), lutkarski tekst
- Stanari izgubljenog doma (2009.)
- Noćna igra s Jesenjinom (2012.)

#### Radiodrame, TV drame i scenariji
- Čovjek koji je volio sprovode (1989.), scenarij za film Zorana Tadića
- Čuvar vrijednih slika (1974.), televizijska drama
- Troje u dvorcu, televizijska serija za mladež
- Razgovor sa sjenama, televizijska serija za mladež

## Vanjske poveznice
Mrežna mjesta
- Dubravko Jelačić Bužimski  Arhivirana inačica izvorne stranice od 19. travnja 2017. (Wayback Machine), na stranicama Društva hrvatskih književnika
- Jelačić Bužimski, Dubravko Hrvatska enciklopedija
- Jelačić Bužimski, Dubravko  Arhivirana inačica izvorne stranice od 21. svibnja 2021. (Wayback Machine), Leksikon radija i televizije
- Dubravko Jelačić Bužimski, IMDb
- Živimo u vremenu diktature lošeg ukusa i porušenih vrijednosti (intervju), Nacional, 11. prosinca 2015. (IA)
- Nekadašnji policajci duha i njihova djeca navukli su nove maske  Arhivirana inačica izvorne stranice od 21. svibnja 2021. (Wayback Machine) (intervju), Glas koncila, 22/2015. (HAW)